# 劉寅 (正德進士)
劉寅（？—？），字彥亮，江西南安府大庾縣人，匠籍，明朝政治人物。

## 生平
正德二年（1507年）丁卯科江西鄉試第二十五名舉人，九年（1514年）甲戌科二甲第八十五名進士。授工部主事，改刑部主事，丁母憂。服闋，起復原職，升員外郎、郎中，嘉靖元年（1522年）乞歸里終養父，十四年（1535年）起復原職，十七年（1538年）二月出為貴州布政使司右參議，升廣西按察司副使，二十一年（1542年）奉命出使安南，冊封莫福海，二十三年（1544年）十一月升福建布政使司左參政，二十四年（1545年）二月升湖廣左布政使，同年四月楚世子朱英燿弒父案發，參與審理調查。以年老致仕，以九十歲高齡逝世。